# 第巴爾州
第巴爾州，是阿爾巴尼亞12个州份之一，首府为佩什科比。该州面积为2,586平方公里，人口数量为113,683人（2011年）。该州与艾巴申州、庫克斯州、列澤州、士科德州相鄰，東部邊境與北馬其頓共和國接壤。该州下分为4个市镇：布尔奇泽、迪勃拉、克洛斯、馬蒂。

## 图片

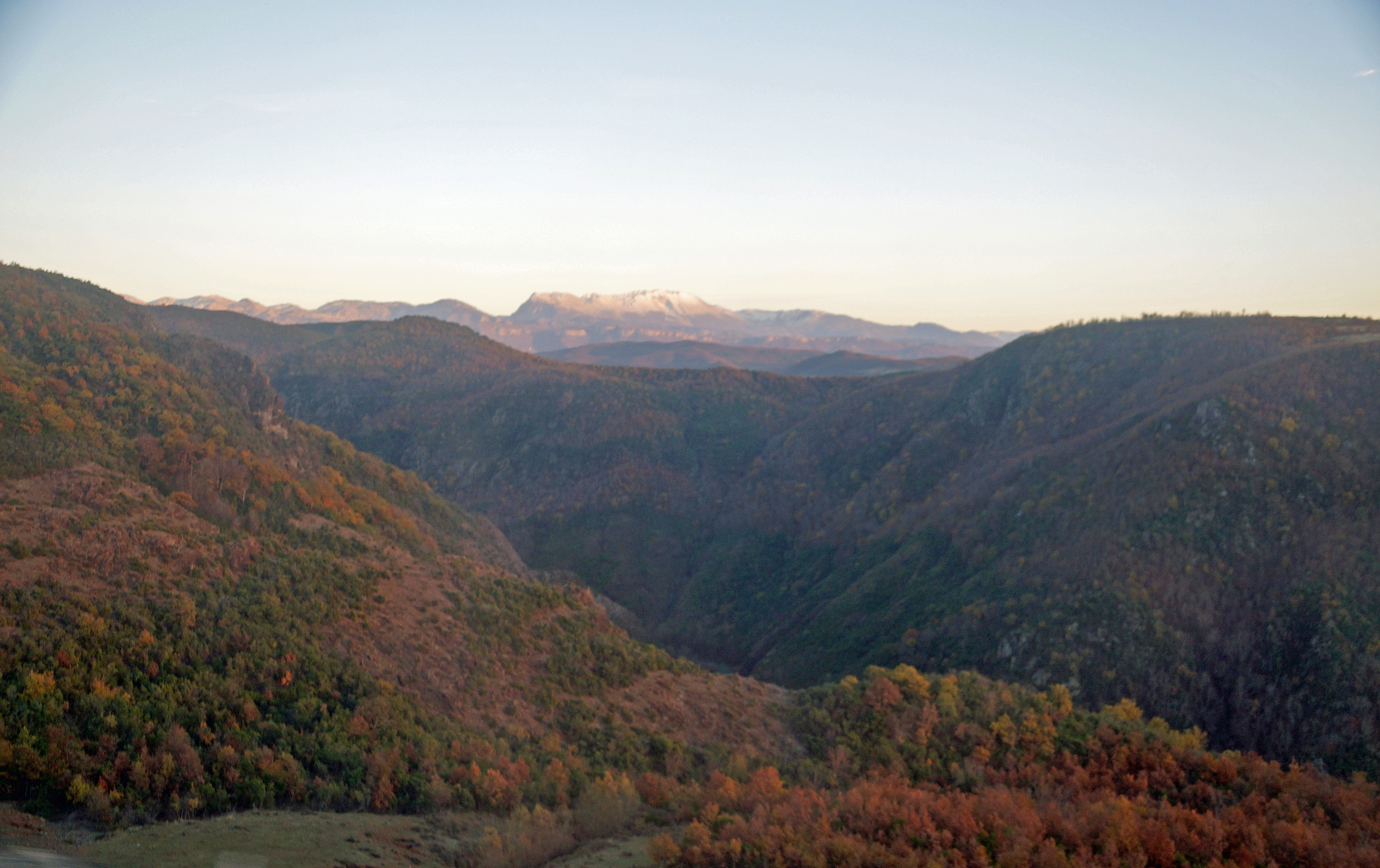
Dejë Mountain（英语：Dejë Mountain）
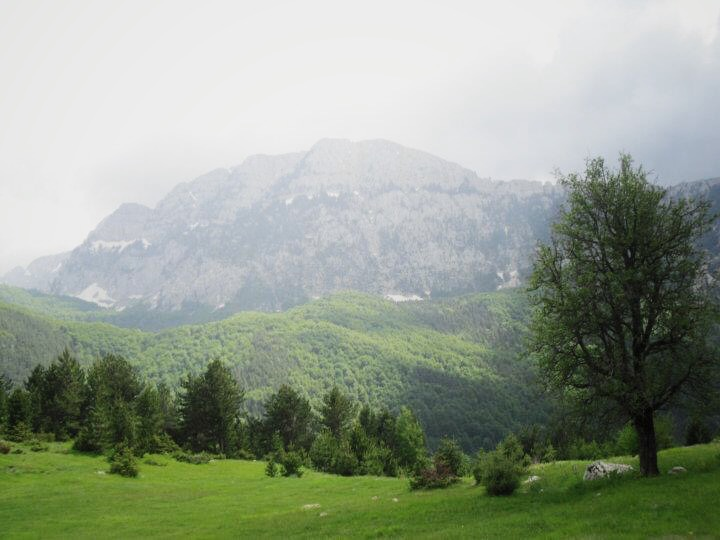
盧勒國家公園
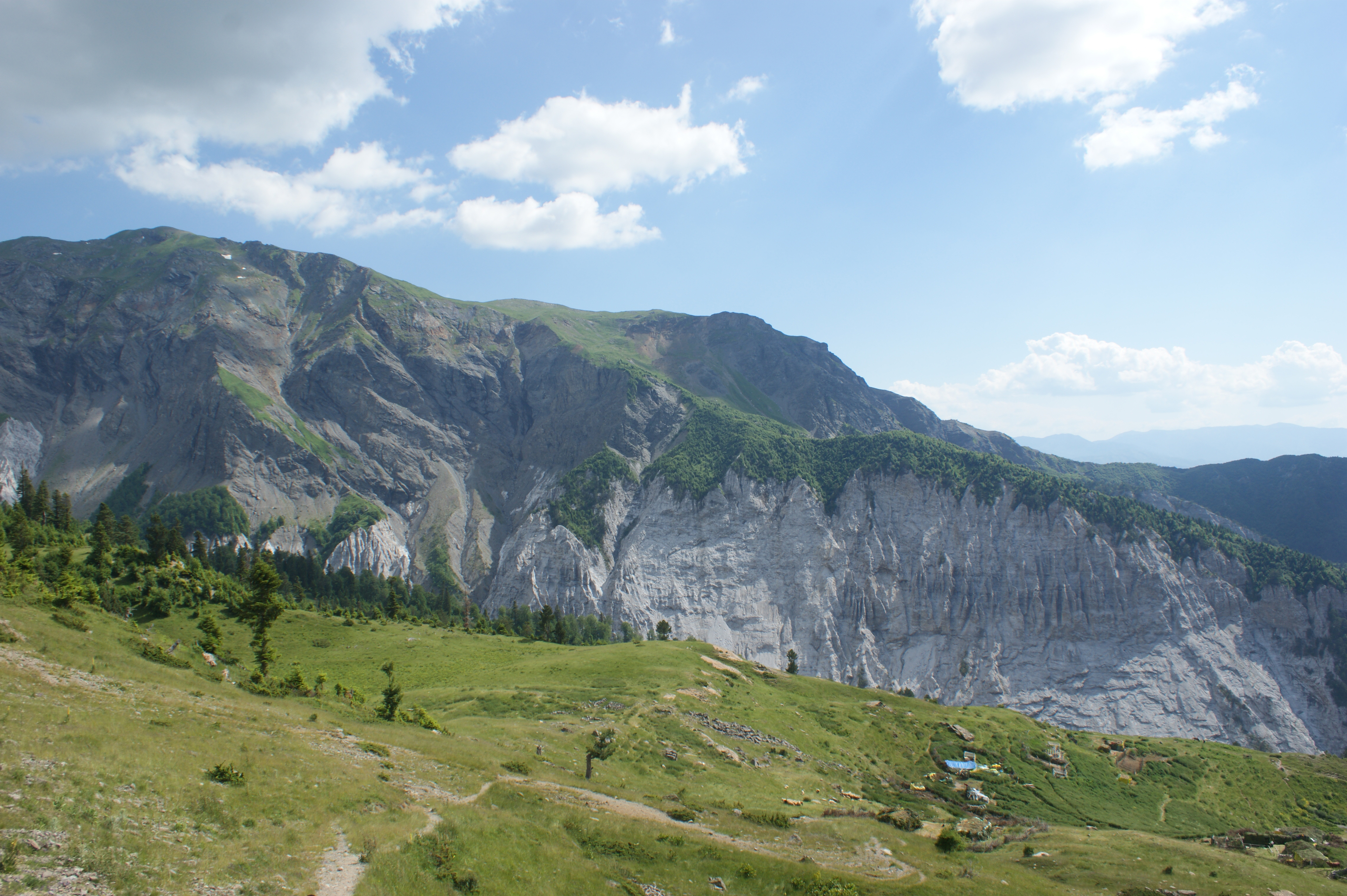
Mali i Gramës（英语：Mali i Gramës）
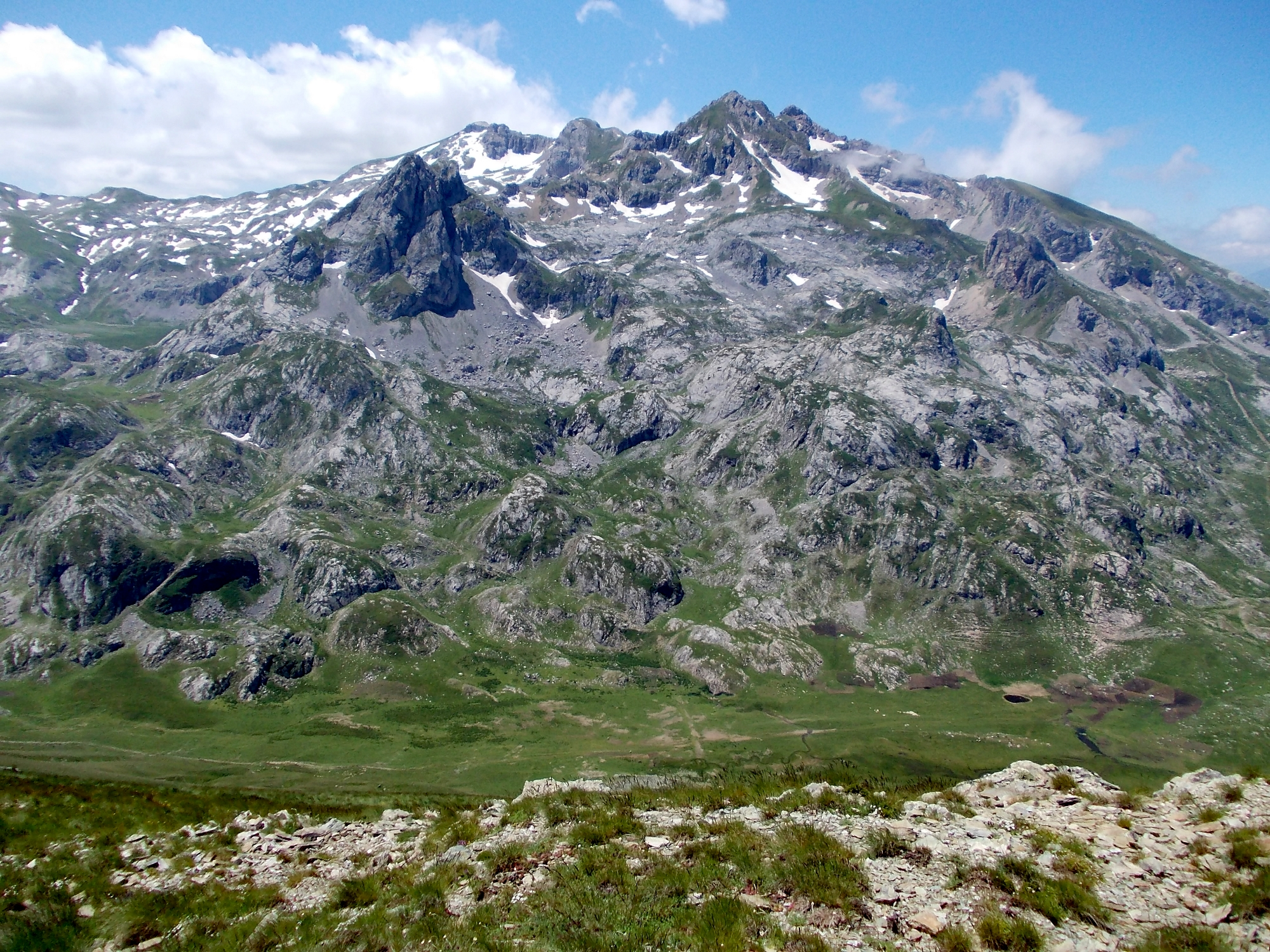
科拉比峰
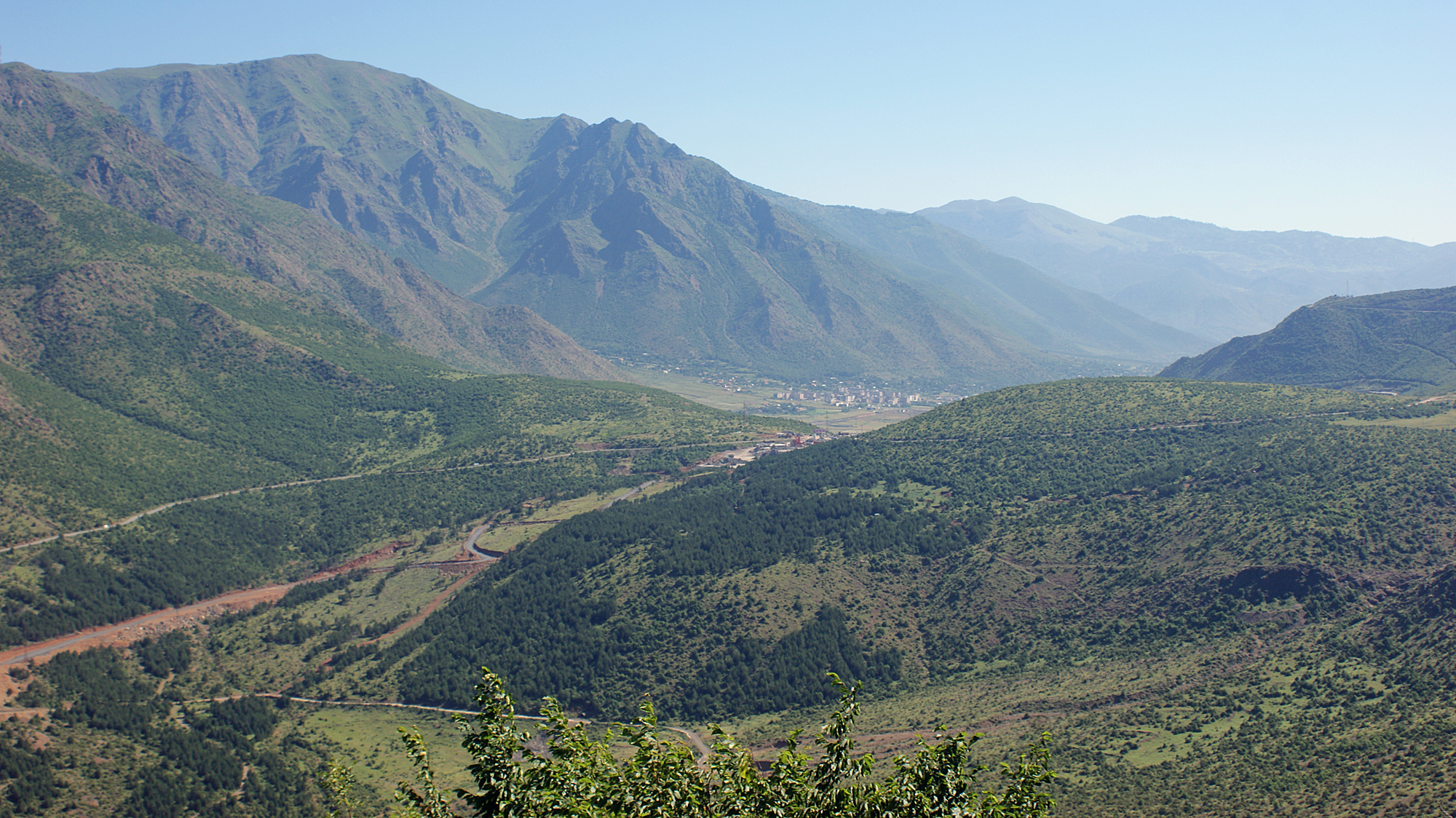
Bualli Pass（英语：Bualli Pass）